# Aeropuerto de Åre Östersund
El Aeropuerto de Åre Östersund (IATA: OSD, OACI: ESNZ), anteriormente conocido como Aeropuerto de Östersund-Frösön, es un aeropuerto internacional situado a 11 km al oeste de la ciudad de Östersund y a 94 km de Åre, Suecia. Fue inaugurado en 1958 y en 2011 pasaron por él 377 868 pasajeros.

## Aerolíneas y destinos
| Aerolíneas            | Destinos                                                                           |
| --------------------- | ---------------------------------------------------------------------------------- |
| Aegean Airlines       | Chárter, estacional:: La Canea, Kos, Rodas                                         |
| Air Europa            | Chárter, estacional:: Gran Canaria, Palma de Mallorca                              |
| Atlantic Airways      | Chárter, estacional:: Copenhague                                                   |
| Avies                 | Sundsvall, Tallin                                                                  |
| Croatia Airlines      | Chárter, estacional:: Split                                                        |
| Corendon Airlines     | Chárter, estacional:: Antalya                                                      |
| Direktflyg            | Umeå                                                                               |
| Flybe                 | Chárter, estacional:: Mánchester                                                   |
| Freebird Airlines     | Chárter, estacional:: Antalya                                                      |
| Malmö Aviation        | Estocolmo-Bromma                                                                   |
| Nextjet               | Estocolmo-Bromma                                                                   |
| Scandinavian Airlines | Estocolmo-Arlanda Estacional:: Gotemburgo-Landvetter, Malmö, Ängelholm-Helsingborg |

## Estadísticas
Ver fuente y consulta Wikidata.